# پایان سفر (فیلم ۱۹۳۰)
پایان سفر (انگلیسی: Journey's End) فیلمی جنگی به کارگردانی جیمز ویل محصول سال ۱۹۳۰ کشورهای بریتانیا و ایالات متحده آمریکا است.

## بازیگران
- کالین کلایو در نقش Captain Dennis Stanhope
- ایان مک‌لارن  در نقش Lieutenant Osborne
- دیوید منرس در نقش Second Lieutenant Raleigh
- بیلی بوان در نقش Second Lieutenant Trotter
- آنتونی بوشل در نقش Second Lieutenant Hibbert
- Robert Adair در نقش Captain Hardy
- چارلز کی. جرارد در نقش Private Mason
- تام وایتلی در نقش Sergeant Major
- جک پیتکرن در نقش Colonel
- ورنر کلینلر در نقش German prisoner
- Gil Perkins در نقش Sergeant Cox
- لسلی اسکچلی در نقش Corporal Ross